# Saison 1 de Feud
Chronologie
Les Trahisons de Truman Capote
Feud : Bette et Joan (Feud: Bette and Joan) est la première saison de la série d'anthologie américaine Feud.

## Synopsis
Cette saison de huit épisodes se penche sur la rivalité célèbre entre les actrices Bette Davis et Joan Crawford sur le tournage du film Qu'est-il arrivé à Baby Jane ?.
La saison se base sur le livre Best Actresses de Jaffe Cohen et Michael Zam.

## Diffusions
- Aux États-Unis, cette saison est diffusée depuis le 5 mars 2017 sur FX.
- En France, cette saison est diffusée depuis le avril 2017 sur Canal+.
- Au Québec, cette saison est diffusée depuis le 24 septembre 2018 sur MAX.

## Distribution

### Acteurs principaux
- Jessica Lange : Joan Crawford
- Susan Sarandon (VF : Béatrice Delfe) : Bette Davis
- Judy Davis : Hedda Hopper
- Jackie Hoffman : Mamacita
- Alfred Molina : Robert Aldrich
- Stanley Tucci : Jack Warner
- Alison Wright : Pauline Jameson

### Acteurs récurrents
- Catherine Zeta-Jones (VF : Rafaèle Moutier) : Olivia de Havilland
- Kathy Bates : Joan Blondell
- Kiernan Shipka : B.D. Hyman
- Dominic Burgess : Victor Buono
- Reed Diamond : Peter
- Joel Kelley Dauten : Adam Freedman
- Molly Price : Harriet Aldrich
- Ken Lerner : Marty

 Source et légende : version française (VF) sur RS Doublage

## Épisodes

### Épisode 1:Deux Stars Sous les Projecteurs
- États-Unis /  Canada : 5 mars 2017 sur FX
- France : 14 juin 2017 sur Canal+
- Québec : 24 septembre 2018 sur MAX[2]

- États-Unis : 2,26 millions de téléspectateurs

### Épisode 2:Meilleures Ennemies
- États-Unis /  Canada : 12 mars 2017 sur FX
- France : 14 juin 2017 sur Canal+
- Québec : 1er octobre 2018 sur MAX

- États-Unis : 1,32 million de téléspectateurs

### Épisode 3:Vengeances
- États-Unis /  Canada : 19 mars 2017 sur FX
- France : 21 juin 2017 sur Canal+
- Québec : 8 octobre 2018 sur MAX

- États-Unis : 1,08 million de téléspectateurs

### Épisode 4:Espoirs Déçus
- États-Unis /  Canada : 26 mars 2017 sur FX
- France : 21 juin 2017 sur Canal+
- Québec : 15 octobre 2018 sur MAX

- États-Unis : 1,21 million de téléspectateurs

### Épisode 5:Les Statuettes de 1963
- États-Unis /  Canada : 2 avril 2017 sur FX
- France : 28 juin 2017 sur Canal+
- Québec : 22 octobre 2018 sur MAX

- États-Unis : 1,36 million de téléspectateurs

### Épisode 6:Grandeur et Décadence
- États-Unis /  Canada : 9 avril 2017 sur FX
- France : 28 juin 2017 sur Canal+
- Québec : 29 octobre 2018 sur MAX

- États-Unis : 1,06 million de téléspectateurs

### Épisode 7:Une Femme seule
- États-Unis /  Canada : 16 avril 2017 sur FX
- France : 5 juillet 2017 sur Canal+
- Québec : 5 novembre 2018 sur MAX

- États-Unis : 1,31 million de téléspectateurs

### Épisode 8:Les Icônes se cachent pour mourir
- États-Unis /  Canada : 23 avril 2017 sur FX
- France : 5 juillet 2017 sur Canal+
- Québec : 12 novembre 2018 sur MAX

## Liste des références
1. ↑  « Fiche du doublage français de la série », sur RS Doublage, 21 avril 2017.
2. ↑  https://archive.wikiwix.com/cache/20220930004434/https://www.actusmedias.com/max-programmation-automne-2018/.